# Jordan Williams (calciatore 1999)
Jordan Lee Williams (Huddersfield, 22 ottobre 1999) è un calciatore inglese, difensore del Portsmouth.

## Caratteristiche tecniche
È un terzino destro.

## Carriera

### Club
Cresciuto nel settore giovanile dell'Huddersfield Town, debutta in prima squadra il 23 agosto 2017 in occasione dell'incontro di English Football League Cup vinto 2-1 contro il Rotherham Utd; pochi giorni dopo viene ceduto in prestito al Bury per tutta la durata della stagione.
L'8 agosto 2020 viene ceduto a titolo definitivo al Barnsley.
Nell'estate del 2024 si trasferisce al Portsmouth, club neopromosso in seconda divisione.

### Nazionale
Ha giocato nelle nazionali giovanili inglesi Under-17 ed Under-18.

## Statistiche
Statistiche aggiornate al 21 marzo 2021.

### Presenze e reti nei club
| Stagione        | Squadra           | Campionato      | Campionato | Campionato | Coppe nazionali | Coppe nazionali | Coppe nazionali | Coppe continentali | Coppe continentali | Coppe continentali | Altre coppe | Altre coppe | Altre coppe | Totale | Totale | Totale |
| Stagione        | Squadra           | Comp            | Pres       | Reti       | Comp            | Pres            | Reti            | Comp               | Pres               | Reti               | Comp        | Pres        | Reti        | Pres   | Reti   |        |
| --------------- | ----------------- | --------------- | ---------- | ---------- | --------------- | --------------- | --------------- | ------------------ | ------------------ | ------------------ | ----------- | ----------- | ----------- | ------ | ------ | ------ |
| ago. 2017       | Huddersfield Town | PL              | 0          | 0          | FACup+CdL       | 0+1             | 0               |                    | -                  | -                  |             | -           | -           | 1      | 0      |        |
| 2017-gen. 2018  | Bury              | FL1             | 9          | 0          | FACup+CdL       | 1+0             | 0               |                    | -                  | -                  | EFL Trophy  | 4           | 0           | 14     | 0      |        |
| 2018-2019       | Barnsley          | FL1             | 11         | 0          | FACup+CdL       | 0               | 0               |                    | -                  | -                  | EFL Trophy  | 4           | 1           | 15     | 1      |        |
| 2019-2020       | Barnsley          | FLC             | 30         | 0          | FACup+CdL       | 2+1             | 0               |                    | -                  | -                  |             | -           | -           | 33     | 0      |        |
| 2020-2021       | Barnsley          | FLC             | 20         | 0          | FACup+CdL       | 2+3             | 0+1             |                    | -                  | -                  |             | -           | -           | 25     | 1      |        |
| Totale carriera | Totale carriera   | Totale carriera | 70         | 0          |                 | 18              | 2               |                    | -                  | -                  |             | -           | -           | 88     | 2      |        |